# Felice Brusasorci

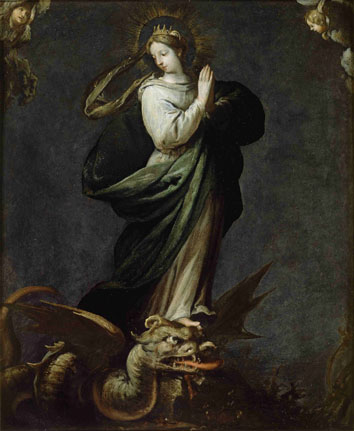
Santa Margarita de Antioquía.

Felice Riccio, llamado Felice Brusasorci o Brusasorzi (Verona, 1539/1540 - Verona, febrero de 1605), pintor manierista italiano.

## Biografía
Hijo del pintor Domenico Brusasorci, se formó en el taller paterno, que heredó a la muerte de Domenico. En 1557 se estableció temporalmente en Florencia, aunque volvió a Verona hacia 1570, donde se encuentra prácticamente toda su obra conservada.
Ya desde los comienzos de su carrera se observa una gran cercanía al manierismo florentino en su estilo: alargadas figuras en poses algo forzadas. Su padre Domenico había sido fiel a esta manera de pintar en su última etapa. En obras posteriores Felice pintaría de una manera más libre y elegante, con hermosos toques lumínicos. Sin embargo, nunca fue un artista de gran inspiración, aunque medianamente competente. En su madurez se acercó al estilo de su compatriota Paolo Farinati. Brusasorci ingresó en 1564 en la Accademia Filarmonica de Verona, sociedad de índole aristocrática que le proporcionó los necesarios contactos con una rica clientela de talante conservador, para quienes realizó obras de carácter religioso y mitológico.

En su taller se formaron algunos artistas notables, como Pasquale Ottino, Marcantonio Bassetti o Alessandro Turchi, conocido como L'Orbetto.

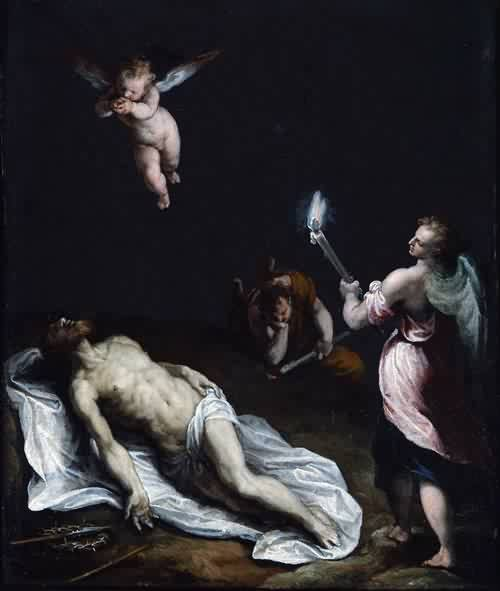
Cristo muerto llorado por los ángeles.

## Obras destacadas

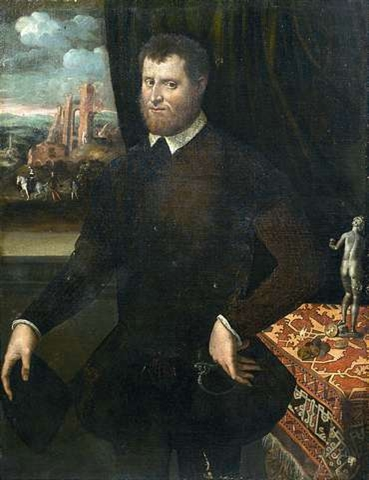
Retrato de caballero.

- Virgen entronizada con ocho santas (1566, Santa Trinità, Verona)
- Cristo en el limbo (Colección particular)
- Retrato de caballero (Colección particular)
- Cristo muerto llorado por los ángeles (Museum of Fine Arts, Boston)

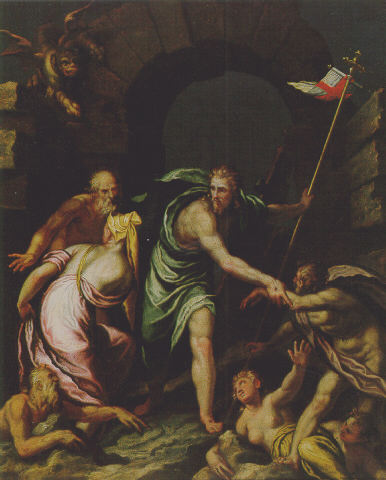
Cristo en el limbo.

- Sagrada Familia con Santa Ursula (Museo del Louvre, París)
- San Raimundo y San Vicente (Sant'Anastasia, Verona)
- Deposición (Tombazonsana, Ronco all'Adige)
- Anunciación (Santa Maria della Pergola, Riva del Garda)
- Juicio de Paris (Museo de Castelvecchio, Verona)
- Magdalena penitente (Museo de Castelvecchio, Verona)
- Sagrada Familia con Santa Catalina de Alejandría (Museo de Castelvecchio, Verona)
- Virgen con el Niño entre San Benito y San Bellino (Pinacoteca di Brera, Milán)
- Virgen en la Gloria con tres arcángeles (c. 1580, San Giorgio Maggiore, Verona)
- Anunciación con cuatro santos (c. 1580, Santa Maria di Campagna, San Michele Extra), puertas de órgano.
- Moisés es salvado de las aguas (1584, Museo de Castelvecchio, Verona)
- Virgen con el Niño y los santos Francisco, Domingo, Clara, Antonio de Padua, Buenaventura, Jacinto, Jerónimo y Juan Bautista (1595, San Giorgio, Tarmassia di Bovolone)
- Flagelación de Cristo (1596, Santa Maria di Campagna, San Michele Extra)
- San Jerónimo en el desierto (1599, San Marco, Rovereto)
- Virgen con el Niño y santos (1600, Capuccini, Bolzano)
- La Caída del Maná (1605, San Giorgio in Braida, Verona), su última obra, completada por sus discípulos Turchi y Bassetti.